# Troglodyte à bec fin
Hylorchilus sumichrasti
Espèce
Statut de conservation UICN

 NT  : Quasi menacé
Le Troglodyte à bec fin (Hylorchilus sumichrasti) est une espèce d'oiseau de la famille des Troglodytidae.
Cet oiseau vit au Mexique.